# Anacroisés
Les Anacroisés sont une variante des mots croisés dans laquelle les mots ne doivent pas être trouvés par une définition, mais par un tirage, c'est-à-dire les lettres du mot placées dans l'ordre alphabétique : par exemple, le mot VOITURE est la solution du tirage EIORTUV.
Le jeu peut être compliqué par le fait qu'un tirage peut offrir plusieurs solutions, par exemple le tirage EIORSTUV a comme solutions possibles VOITURES et VIRTUOSE. Il faut alors procéder par déduction ou élimination en fonction des autres tirages proposés.
Le nom « Anacroisés » vient d'un croisement entre « anagramme » et « mots croisés », chaque tirage étant par définition une anagramme du mot à trouver. Cependant on ne peut pas parler vraiment d'anagramme ici car EIORSTUV n'est pas un mot existant...
De nombreuses revues proposent régulièrement des Anacroisés pour leurs lecteurs. C'est notamment le cas du magazine Paris Match sous la plume de Michel Duguet, qui publie également ses grilles dans le magazine Scrabblerama.